# Leptogenys stenocheilos
Leptogenys stenocheilos är en myrart som först beskrevs av Jerdon 1851.  Leptogenys stenocheilos ingår i släktet Leptogenys och familjen myror. Inga underarter finns listade i Catalogue of Life.